# IUmor
iUmor este o emisiune de televiziune care a fost difuzată de postul Antena 1. A debutat în aprilie 2016 și a avut 17 sezoane, ultima ediție fiind difuzată pe 14 decembrie 2024. Este un program de televiziune de tip concurs reality television. Câștigătorul concursului primește un premiu de 20.000 de euro. Mihai Bendeac a fost membru al juriului timp de 12 sezoane, cât și pe parcursul primelor cinci episoade difuzate în cadrul celui de-al 13-lea sezon. În septembrie 2022, acesta și-a încheiat contractul cu postul de televiziune Antena 1 în urma unor conflicte. Cheloo și Delia Matache au fost membri ai juriului în toate cele 17 sezoane.

## Format
Show-ul „iUmor“ are ca scop descoperirea celui mai amuzant român care se poate exprima prin momente de teatru, stand-up comedy, muzică, coregrafii amuzante sau șocante, circ și numere de magie.
Fiecare dintre jurați are posibilitatea să își exprime opțiunea printr-un sistem nou: votul se face concomitent, pe principiul: ”Ai umor și m-ai convins” sau „N-ai umor și numărul tău pleacă acasă”. Delia, Cheloo și Bendeac au două opțiuni: „Thumbs Up” pentru „DA” și „Thumbs Down” pentru „NU”. La minim două voturi favorabile, un concurent merge mai departe în show, ajungând la votul telespectatorilor în aplicația „Antena 1”. După preselecții, se desfășoară și o semifinală, în urma căreia și membrii juriului aleg un finalist.
În marea finală, concurenții trebuie să îi convingă pe toți cei trei componenți ai juriului, altfel sunt eliminați. Cei care primesc trei voturi de DA intră în lupta pentru marele trofeu și cecul de 20.000 de euro. Votul se face de către telespectatori care au la dispoziție 20 de minute pentru a transmite numele favoritului prin SMS. Finala este înregistrată, astfel că sunt făcute mai multe variante de final, în care toți concurenții cu trei voturi de DA sunt considerați câștigători. După ce se încheie votul publicului, pe post este difuzat finalul în care câștigătorul votului primește trofeul și cecul.

## Rezumat
Până în prezent, au fost difuzate șaptesprezece sezoane.

## Audiențe
Emisiunea iUmor a fost lider de audiență încă de la primul episod difuzat care a fost urmărit de aproape 2.200.000 de români în minutul de maximă audiență. Antena 1 a folosit ulterior emisiunea pentru a obține audiență, punând-o la concurență cu Vocea României de la ProTV sau cu Exatlon de la Kanal D, iar iUmor a avut din nou câștig de cauză în mai multe rânduri.